# Felipe Laurino
Felipe Laurino, vollständiger Name Felipe Laurino Varela, (* 30. Oktober 1989 in Canelones) ist ein uruguayischer Fußballspieler.

## Karriere
Der 1,80 Meter große Offensivakteur Laurino entstammt der Reservemannschaft des Club Atlético Peñarol. Anfang 2009 schloss er sich der Reservemannschaft River Plate Montevideos an. Er stand zu Beginn seiner Karriere mindestens in der Apertura 2010 und der Clausura 2011 im Kader der Erstligamannschaft. Bei den Montevideanern wurde er in einer Begegnung der Copa Sudamericana eingesetzt. Mitte September 2012 verließ River Plate Montevideo und wechselte in die Slowakei zum ŠKF Sereď. Im Oktober 2013 kehrte er nach Uruguay zurück und schloss sich dem auf Amateurebene antretenden Albion Football Club an. Im Januar 2014 band er sich an den Zweitligisten Canadian Soccer Club, für den er in der Saison 2013/14 acht Ligaspiele absolvierte und ein Tor erzielte. Von September 2014 bis Ende Juli 2015 stand er wieder in Reihen Albions. Anfang August 2015 schloss er sich dem Zweitligisten Club Atlético Torque an.